# Dubiaranea tridentata
Dubiaranea tridentata là một loài nhện trong họ Linyphiidae. Loài này được phát hiện ở Peru.